# Casa del Moral
La casa del Moral es un edificio barroco ubicado en la ciudad de Arequipa, Perú y construida alrededor de 1730. Actualmente es utilizado como galería de exposiciones. Expone diferentes espacios de una casa del siglo XVIII, así como mobiliario de la época.